# Камбоджанска равнина
Камбоджанската равнина e обширна низина на полуостров Индокитай, разположена на териториите на Камбоджа и Южен Виетнам. Площ около 200 000 km². Преобладаващите височини са под 200 m. На югозапад е ограничена от планината Краван, на север от възвишението Дангрек, на изток от Анамските планини, на юг до бреговете на Тайландския залив. изградена е предимно от алувиални и езерни рохкави наслаги на река Меконг и нейните многочислени притоци. тук се намира и най-голямото на полуостров Индокитай езеро Тонлесап. Климатът е субекваториален, мусонен, с годишна сума на валежите от 700 до 1500 mm. Естествената растителност е представена от редки гори и савани, възникнали след изсичането на горите, на места с ливади и блата. Камбоджанската равнина е най-гъсто населения регион на Камбоджа, като в южната ѝ част е разположена столицата Пном Пен.